# Tracciazero
Gruppo Punk rock di Busto Arsizio (Varese). Formazione Fab (voce), Ghost (chitarra e cori), Roby (chitarra), Ska (basso e cori), Mirko (batteria). Hanno partecipato al concerto del primo maggio del 2001 a Legnano.

## Storia della band
Il gruppo nasce nel 1999 a Busto Arsizio (VA) quando gli allora studenti Ghost e Fab creano il nucleo su cui sarà costruito il gruppo. Si sciolgono nel Marzo 2009 dopo 10 anni di attività.

## Formazioni
TracciaZero Mark I (Formazione Originale)
- Fab (Voce)
- Ghost (Chitarra e cori)
- Tono (Basso)
- Skandro (Batteria)

TracciaZero Mark II (Skandro lascia la band e viene sostituito da Ugoz)
- Fab (Voce)
- Ghost (Chitarra e cori)
- Tono (Basso)

* Ugoz (Batteria)
TracciaZero Mark III (Tono lascia la band e viene sostituito da Ska. Entra nel gruppo Roby)
- Fab (Voce)
- Ghost (Chitarra e cori)

* Roby (Chitarra)
* Ska (Basso)
- Ugoz (Batteria)

TracciaZero Mark IV (Ugoz lascia la band e viene sostituito da Mirko)
- Fab (Voce)
- Ghost (Chitarra e cori)
- Roby (Chitarra)
- Ska (Basso)

* Mirko (Batteria)
TracciaZero Mark V (Roby lascia la band e viene sostituito da Daxo)
- Fab (Voce)
- Ghost (Chitarra e cori)

* Daxo (Chitarra)
- Ska (Basso)
- Mirko (Batteria)

## Discografia
- T0: Autoproduzione 2001
- Biglietto di sola andata (InsideOut Records) 2004
- Ristampa di T0 (InsideOut Records) 2004